# Scarba

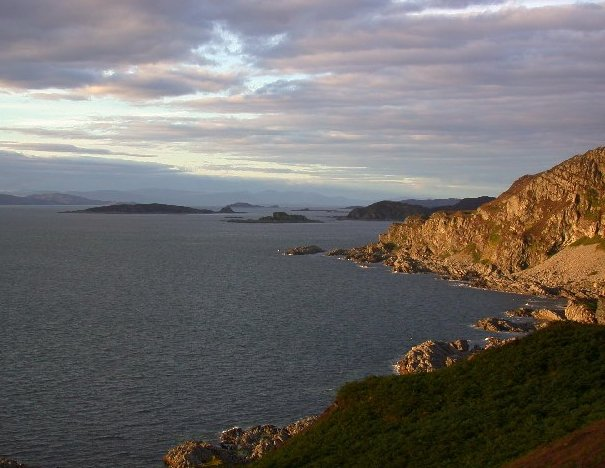
Vista desde la Isla de Scarba hacia el norte, donde se pueden ver las islas Slate.

Scarba es una pequeña isla ubicada en el concejo de Argyll y Bute, Escocia, al norte de la isla de Jura; esta es de mayor tamaño que Scarba. La isla no tuvo asentamientos humanos permanentes por mucho tiempo, hasta que en ella se instaló la industria de la pizarra. La isla está cubierta de brezos, que son utilizados en la pastura de animales. 
Scarba y otros islotes cercanos (Lunga y Garvellachs) son denominados Scarba, Lunga and the Garvellachs National Scenic Area (Zona pintoresca nacional). Esto quiere decir que se enmarcan dentro de un estatuto de conservación y protección medioambiental.
Sobre la isla se levanta un pico escarpado, Cruach Scarba, de 449 metros de altitud, ubicado al norte del golfo de Corryvreckan. Este golfo es conocido por sus torbellinos.
- Datos: Q746262
- Multimedia: Scarba / Q746262